# Río Fadzhako
El río Fadzhako (del ruso: Фаджако) es un río del krai de Krasnodar, en Rusia, afluente por la izquierda del Jodz, tributario del Labá, de la cuenca hidrográfica del Kubán.

## Curso
Tiene una longitud de 12 km y una cuenca de 26.7 km². Nace 7.3 km al oeste de Benokovo, discurre en dirección nordeste y desemboca en el Jodz 12 km antes de llegar a Jodz, poco antes de la frontera con la república de Adiguesia.